# Mzdowo (przystanek kolejowy)
Mzdowo – zlikwidowany w 1945 roku przystanek osobowy w Mzdowie, w gminie Kępice, w powiecie słupskim, w województwie pomorskim, w Polsce.